# Bathylaimus filicaudatus
Bathylaimus filicaudatus är en rundmaskart. Bathylaimus filicaudatus ingår i släktet Bathylaimus, och familjen Tripyloididae. Arten är reproducerande i Sverige.